# إدوارد داهل
إدوارد داهل (بالسويدية: Edward Dahl)‏ هو منافس ألعاب قوى سويدي، ولد في 3 أغسطس 1886 في Bromma ‏ في السويد، وتوفي في 21 نوفمبر 1961 في Enskede-Årsta-Vantör ‏ في السويد.

## وصلات خارجية
- إدوارد داهل على موقع أوليمبيديا (الإنجليزية)
- إدوارد داهل على موقع اللجنة الأولمبية السويدية (السويدية)